# 1r Front de Belarús
El 1r Front de Belarús (rus: 1-й Белорусский фронт), també anomenat 1r Front Bielrús era un Front de l'Exèrcit Roig durant la Segona Guerra Mundial. Aquesta formació era equivalent a un Grup d'exèrcits occidental.
Inicialment, el Front Belarús va ser creat el 20 d'octubre de 1943, com a nova denominació del ja existent Front Central. Va ser situat a les ordres del General Konstantín Rokossovski, que era el comandant del Front Central. El 1944 llançà les ofensives de Gomel-Rechitsa i de Kalinov-Mozyr.
Va ser redenominat 1r Front de Belarús (1FB) el 17 de febrer de 1944. Uns dies després, el 21, s'inicià l'Operació Rogatxev-Jobin, que continuà fins al 26. Seguí amb l'Operació Ofensiva Bobruysk, part de l'Operació Bagration, i el 26 de juny van encerclar Bobruisk, atrapant a 40.000 soldats del 41è Cos Panzer (part del 9è Exèrcit). Del 18 de juliol al 2 d'agost el Front formà part de l'Ofensiva Lublin-Brest. Entre el 2 d'agost i el 30 de setembre va haver d'encarregar-se d'expulsar els alemanys de l'est del Vístula (tenint lloc la Batalla de Radzimin entre l'1 i el 10 d'agost. Els seus Exèrcits de la Guàrdia 8è. 28è, 47è, 65è i 70è van participar en Radzimin. Posteriorment, i amb el suport de les forces poloneses, va capturar Praga, un suburbi de Varsòvia.
El següent atac va ser l'Operació Varsòvia-Poznan, part de l'Ofensiva del Vístula-Oder. El 13 de gener, el 1r Front Belarús inicià una ofensiva cap a Pillkallen a la Prússia Oriental, trobant-se amb una dura resistència del 3r Exèrcit Panzer. El 1r Belarús dirigí el seu atac sobrè el 9a Exèrcit alemany des dels caps de pont de Magnuszew i de Pulawy el 14 de gener a les 8:30, iniciant-los amb un bombardeig massiu. El 33è Exèrcit soviètic i el 69è aconseguiren internar-se 30 km des de Pulawy, mentre que el 5è de Xoc i el 8è de la Guàrdia sortien del cap de pont de Magnuszev. Els exèrcits blindats de la Guàrdia 1r i 2n van encarregar-se d'explotar l'obertura. El 25 de gener, el Front aïllà la ciutat fortificada de Poznań, on hi havia 66.000 alemanys, continuant un avanç de 80 km diaris, deixant al 8è Exèrcit de la Guàrdia perquè assetgés la ciutat, la qual va ser capturada el 23 de febrer.

## Berlín
Juntament amb el 1r Front d'Ucraïna, el 1r de Belarús es llançà a la batalla de Berlín.
El Mariscal Júkov va ser nomenat comandant del 1r Belarús a novembre de 1944, davant de les seves dues darreres grans ofensives de la II Guerra Mundial. Després de la captura de Polònia i de la Prússia Oriental entre gener i març de 1945, els soviètics van redistribuir les seves forces durant la primera meitat d'abril. El Mariscal Júkov concentrà el front, que havia estat desplegat seguint el riu Oder entre Frankfurt, al sud del Bàltic, en una zona davant dels turons de Seelow. El 2n Front de Belarús ocupà les posicions que havia deixat buides el 1r Front al nord dels Turons de Seelow. Mentre que aquesta distribució tenia lloc van haver buits a les línies, pels quals les restes del II Exèrcit alemany, que havia quedat embotellat en una bossa prop de Danzig, van poder fugir a través de l'Oder.
A les primeres hores del 16 d'abril, s'inicià l'Ofensiva sobre Berlín, amb l'objectiu final de capturar la ciutat i enllaçar amb les forces dels Aliats occidentals a l'Elba. L'operació s'inicià amb l'assalt sobre els turons Seelow per les forces del 1r Front Belarús i del 1r Front Ucraïnès del Mariscal Ivan Koniev pel sud. Inicialment, el 1r Belarús topà amb grans dificultats per passar a través de les línies defensives alemanyes, però després de 3 dies de combats, aquestes van ser superades i s'aproparen als afores de Berlín. Pel 22 d'abril el 1r Belarús havia penetrat als suburbis nord i est de Berlín. El 25 van finalitzar l'encerclament de la ciutat, quan unitats d'ambdós fronts es van trobar a Kietzen, a l'oest de Berlín. Després d'una lluita carrer per carrer i casa per casa, el General Weidling, comandant de la guarnició de Berlín, es va trobar amb el General Txuikov i rendí la ciutat sense condicions a les 15:00 del 2 de maig de 1945. El 8 de maig, després de la cerimònia de signatura, les forces alemanyes es rendien als aliats i la guerra a Europa acabava.
Tot just després de la guerra, el Quarter General del Front formà el Grup de Forces Soviètiques a Alemanya.
Entre els Comissaris del Front trobem a:
- Tinent General Konstantin F. Telegin (octubre de 1943-maig de 1944 i novembre de 1944-juny de 1945).
- Coronel General Nikolai A. Bulganin (entre maig i novembre de 1944)

### Accions durant 1945
- 24 de gener El 1r i el 2n Fronts de Belarús ataquen Pomerània. El II Exèrcit alemany queda aïllat.
- 31 de gener El 1r Belarús arriba al riu Oder al nord de Küstrin, establint un cap de pont a la riba occidental menys de 60 km de Berlín.
- 1 de febrer El 1r Belarús envolta la ciutat-fortalesa de Küstrin.
- 2 de febrer El 1r Belarús arriba a l'Oder al sud de Frankfurt (Oder)
- 6 de febrer El 1r Belarús se situa a la riba est de l'Oder entre Frankfurt i Küstrin.
- 4 de març El 1r Belarús travessa les línies alemanyes a Stargard i es dirigeix cap a Stettin. També estableix un nou cap de pont a l'Oder al sud de Frankfurt.
- 27 de març El 1r Belarús entra en un ferotge combat urbà a Danzig
- 28 de març El 1r Belarús captura Gotenhafen, al nord de Danzig.
- 29 de març La ciutat-fortalesa de Küstrin cau en mans del 1r Belarús després d'un setge de gairebé un mes.
- 30 de març Les tropes soviètiques finalment capturen Danzig
- 16 d'abril El 1r Belarús i el 1r Ucraïnès comencen l'ofensiva final cap a Berlín a través de la línia Oder-Neisse.
- 17 d'abril L'assalt del 1r Belarús contra Berlín queda frenat per la tenaç resistència alemanya als Turons de Seelow Heights, a 3 km a l'oest de l'Oder, amb grans pèrdues humanes i de tancs pels soviètics.
- 18 d'abril El 1r Belarús continua colpejant les posicions alemanyes als Turons de Seelow en una batalla de desgast.
- 19 d'abril El 1r Belarús supera les defenses alemanyes als turons de Seelow i avança veloçment cap a Berlín.
- 22 d'abril El 1r Belarús penetra als suburbis al nord i a l'est de Berlín.
- 25 d'abril Unitats del 1r Belarús i del 1r Ucraïnès es troben a Kietzen, a l'oest de Berlín. Berlín ja ha quedat totalment encerclat per 8 exèrcits soviètics.
- 30 d'abril Júkov refusa concedir als defensors de Berlín un armistici i exigeix la rendició incondicional.
- 2 de maig El General Weidling, comandant de la guarnició de Berlín es troba amb el General Txuikov i accepta els termes de la rendició incondicional de la ciutat. La guarnició de Berlín es rendeix a les 3 de la tarda.
- 8 de maig En deferència als Soviètics, la cerimònia de rendició als Aliats occidentals realitzada a Reims el dia anterior és repetida davant del Mariscal Júkov i d'altres generals soviètics a Karlshorst, als afores de Berlín.
- 10 de juny. Front es dissol. El seu comandament és transformat en el comandament del Grup de Forces Soviètiques a Alemanya.